# Parque Nacional Copo
O Parque Nacional Copo se localiza no extremo nordeste da província de Santiago del Estero, na Argentina. Foi criado em 1998, sendo que a zona era uma área protegida desde 1968, na forma de reserva natural, e, a partir de 1993, como parque provincial. Possui 114.250 hectares, que serão ampliados mediante um anexo de um parque provincial.
O parque representa uma área de conservação já que seus bosques haviam sido devastados de forma indiscriminalizada durante o século XX, para a obtenção de madeira. Mais de 60% dos bosques foram perdidos devido ao pastoreio, que não permite sua renovação. Também protege espécies de animais em extinção.
O clima do parque é subtropical, com maiores precipitações durante o verão. Não possui infra-estrutura para receber visitantes, apesar de ser permitido acampar. Existem locais próprios para esse fim, onde se pode alojar-se; é recomendável comunicar-se com o guarda florestal. A sede da Administração de Parques Nacionais se encontra em construção em Pampas de los Guanacos.